# Боронська сільська рада
Боро́нська сільська рада (рос. Боронский сельский совет) — колишнє сільське поселення у складі Суєтського району Алтайського краю Росії. Ліквідоване 2022 року у зв'язку з перетворенням Суєтського району в муніципальний округ.
Адміністративний центр — селище Боронський.

## Населення
Населення — 291 особа (2019; 450 в 2010, 811 у 2002).

## Склад
До складу сільської ради входять:
| Населений пункт    | Населення, осіб (2002) | Населення, осіб (2010) |
| ------------------ | ---------------------- | ---------------------- |
| Боронський, селище | 501                    | 246                    |
| Михайловка, селище | 276                    | 176                    |
| Ніколаєвка, селище | 34                     | 28                     |